# Euxoa territorialis
Euxoa territorialis là một loài bướm đêm trong họ Noctuidae.